# Carling Academy Brixton
Carling Academy Brixton, også kendt ved sit tidligere navn Brixton Academy, er en stor koncertsal i Brixton i London. Der er kapacitet til 4921 tilskuere. 
Bygningen blev opført i 1929, og formelt åbnet 19. august det år, som et af fire Astoria-teatre. Mange af de oprindelige elementer er bevaret, som art deco-interiøret. 
Mange store navne har spillet i Carling Academy Brixton b.la Dave Matthews Band den 25 og 26 juni 2009.
Også de Engelske punk-rock-ravere "The Prodigy" har spillet utallige mindeværdige koncerter i Brixton, bl.a. i 1996 hvor man rockede så hårdt at gulvet kollapsede – "The Prodigy" er desuden også et af meget få bands der spillet 5 udsolgte koncerter 5 aftner i træk, det var tilbage under deres "Their Law Tour" i december 2005.
51°27′54.38″N 0°6′53.72″V / 51.4651056°N 0.1149222°V